# Nazionale maschile under 20 di calcio dell'Ecuador
La Nazionale di calcio dell'Ecuador Under-20 è la rappresentativa calcistica dell'Ecuador composta da giocatori Under-20; è affiliata alla CONMEBOL ed è posta sotto l'egida della Federación Ecuatoriana de Fútbol.

## Partecipazioni e piazzamenti a competizioni internazionali

### Mondiali Under-20
| Anno   | Piazzamento      | G               | V               | N*              | P               | GF              | GS              |                 |
| ------ | ---------------- | --------------- | --------------- | --------------- | --------------- | --------------- | --------------- | --------------- |
| 1977   | Non qualificato  | Non qualificato | Non qualificato | Non qualificato | Non qualificato | Non qualificato | Non qualificato | Non qualificato |
| 1979   | Non qualificato  | Non qualificato | Non qualificato | Non qualificato | Non qualificato | Non qualificato | Non qualificato | Non qualificato |
| 1981   | Non qualificato  | Non qualificato | Non qualificato | Non qualificato | Non qualificato | Non qualificato | Non qualificato | Non qualificato |
| 1983   | Non qualificato  | Non qualificato | Non qualificato | Non qualificato | Non qualificato | Non qualificato | Non qualificato | Non qualificato |
| 1985   | Non qualificato  | Non qualificato | Non qualificato | Non qualificato | Non qualificato | Non qualificato | Non qualificato | Non qualificato |
| 1987   | Non qualificato  | Non qualificato | Non qualificato | Non qualificato | Non qualificato | Non qualificato | Non qualificato | Non qualificato |
| 1989   | Non qualificato  | Non qualificato | Non qualificato | Non qualificato | Non qualificato | Non qualificato | Non qualificato | Non qualificato |
| 1991   | Non qualificato  | Non qualificato | Non qualificato | Non qualificato | Non qualificato | Non qualificato | Non qualificato | Non qualificato |
| 1993   | Non qualificato  | Non qualificato | Non qualificato | Non qualificato | Non qualificato | Non qualificato | Non qualificato | Non qualificato |
| 1995   | Non qualificato  | Non qualificato | Non qualificato | Non qualificato | Non qualificato | Non qualificato | Non qualificato | Non qualificato |
| 1997   | Non qualificato  | Non qualificato | Non qualificato | Non qualificato | Non qualificato | Non qualificato | Non qualificato | Non qualificato |
| 1999   | Non qualificato  | Non qualificato | Non qualificato | Non qualificato | Non qualificato | Non qualificato | Non qualificato | Non qualificato |
| 2001   | Ottavi di finale | 4               | 1               | 1               | 2               | 3               | 4               |                 |
| 2003   | Non qualificato  | Non qualificato | Non qualificato | Non qualificato | Non qualificato | Non qualificato | Non qualificato | Non qualificato |
| 2005   | Non qualificato  | Non qualificato | Non qualificato | Non qualificato | Non qualificato | Non qualificato | Non qualificato | Non qualificato |
| 2007   | Non qualificato  | Non qualificato | Non qualificato | Non qualificato | Non qualificato | Non qualificato | Non qualificato | Non qualificato |
| 2009   | Non qualificato  | Non qualificato | Non qualificato | Non qualificato | Non qualificato | Non qualificato | Non qualificato | Non qualificato |
| 2011   | Ottavi di finale | 4               | 1               | 1               | 2               | 4               | 4               |                 |
| 2013   | Non qualificato  | Non qualificato | Non qualificato | Non qualificato | Non qualificato | Non qualificato | Non qualificato | Non qualificato |
| 2015   | Non qualificato  | Non qualificato | Non qualificato | Non qualificato | Non qualificato | Non qualificato | Non qualificato | Non qualificato |
| 2017   | Primo turno      | 3               | 0               | 2               | 1               | 4               | 5               |                 |
| 2019   | Terzo posto      | 7               | 4               | 1               | 2               | 8               | 5               |                 |
| 2023   | Ottavi di finale | 4               | 2               | 0               | 2               | 13              | 5               |                 |
| Totale | 5/23             | 22              | 8               | 5               | 9               | 32              | 23              |                 |

* I pareggi includono anche le partite concluse ai calci di rigore

## Tutte le rose

### Campionato mondiale di calcio Under-20
Campionato del mondo Under-20 20011 Estrada, 2 Cuero, 3 Guagua, 4 Gavilanez, 5 C. Quiñónez, 6 Vargas, 7 Esterilla, 8 Mejía, 9 E. Quiñónez, 10 Intriago, 11 Salas, 12 Iza, 13 Pineda, 14 Castillo, 15 Miña, 16 Corozo, 17 Borja, 18 Viteri, CT: Burbano
Campionato del mondo Under-20 20111 Jaramillo, 2 Pineida, 3 Narváez, 4 Morante, 5 Quiñónez, 6 Fuertes, 7 Gaibor, 8 Ordóñez, 9 de Jesús, 10 Govea, 11 Caicedo, 12 Padilla, 13 Montaño, 14 Arroyo, 15 Cazares, 16 Cruz, 17 Cuesta, 18 Luna, 19 De la Torre, 20 Oña, 21 Carcelén, CT: Vizuete
Campionato del mondo Under-20 20171 Cevallos, 2 Preciado, 3 Quintero, 4 Minda, 5 Nazareno, 6 Estupiñán, 7 Corozo, 8 Ayoví, 9 Lino, 10 Cabezas, 11 Guerrero, 12 Terreros, 13 Bravo, 14 Jaramillo, 15 Sierra, 16 Quiñónez, 17 Rojas, 18 Torres, 19 Caicedo, 20 Segovia, 21 Carabalí, CT: Rodríguez
Campionato del mondo Under-20 20191 Ramírez, 2 Porozo, 3 Palacios, 4 Espinoza, 5 Alcívar, 6 Vallecilla, 7 Estupiñán, 8 Cifuentes, 9 Campana, 10 Rezabala, 11 Alvarado, 12 Bellolio, 13 Arce, 14 Mina, 15 Castillo, 16 Quintero, 17 Plaza, 18 Loor, 19 Segura, 20 Plata, 21 Lara, CT: Célico
Campionato del mondo Under-20 20231 Loor, 2 Valencia, 3 García, 4 Ordóñez, 5 Ó. Zambrano, 6 Erique, 7 Minda, 8 González, 9 Cuero, 10 Angulo, 11 C. Zambrano, 12 Napa, 13 D. de la Cruz, 14 Mina, 15 Castillo, 16 M. de la Cruz, 17 Rentería, 18 Chamba, 19 Páez, 20 Jiménez, 21 Klinger, CT: Bravo

### Campionato sudamericano di calcio Under-20
Campionato sudamericano Under-20 1992P Borja, P Reinoso, D Anangonó, D Coronel, D de la Cruz, D Hurtado, D Mina, D Moreno, C Caicedo, C Echeverría, C Matheus, C Micolta, C Torres, A Delgado, A Jaén, A Mendoza, A Salvador, A Yáñez, CT: Drašković
Campionato sudamericano Under-20 1999P Guzmán, P Villafuerte, D Ayoví, D Cortez, D Hidalgo, D Quintero, D Torres, C Borja, C Caicedo, C Corozo, C Mina, C Méndez, C Ordóñez, C Padilla, C J. Tenorio, A Bonito, A Chedraui, A España, A Mejía, A Tenorio, CT: Torres Garcés
Campionato sudamericano Under-20 20011 Estrada, 2 Perlaza, 3 Guagua, 4 Gavilanez, 5 Hurtado, 6 Vargas, 7 Bucaram, 8 Mejía, 9 Quiñónez, 10 Intriago, 11 Salas, 12 Aragón, 13 Delgado, 14 Sotomayor, 15 Jarrin, 16 Zambrano, 17 Cuero, 18 Godoy, 19 Mina, 20 Iza, CT: Andrade
Campionato sudamericano Under-20 2003P Camacho, P Eche, D Campos, D Checa, D Esterilla, D Guerrón, D Suárez, D Velasco, C Aguirre, C Anaguano, C Macías, C Minda, C Mina, C Saritama, C Soledispa, A Barré, A Bolaños, A Borja, A Caicedo, A Guerrón, CT: Burbano
Campionato sudamericano Under-20 20051 Cabezas, 2 Rodríguez, 3 Grijalva, 4 Achilier, 5 Valencia, 6 Cortez, 7 Noboa, 8 Álvarez, 9 Guerrón, 10 Bolaños, 11 Hurtado, 12 Domínguez, 13 Klinger, 14 Mariño, 15 Quiñónez, 16 García, 17 Vaca, 18 Mera, 19 Arroyo, 20 Ordoñez, CT: Vega
Campionato sudamericano Under-20 20071 Domínguez, 2 Majao, 3 D. Rodríguez, 4 Balseca, 5 Fl. Caicedo, 6 Castro, 7 Estupiñán, 8 Arroyo, 9 Fe. Caicedo, 10 Cortez, 11 Ayoví, 12 Mendoza, 13 Villacís, 14 Moreira, 15 Guerrero, 16 Quiñónez, 17 C. Rodríguez, 18 M. Rodríguez, 19 Troya, 20 Valarezo, CT: Romero
Campionato sudamericano Under-20 20091 Mendoza, 2 Folleco, 3 Méndez, 4 Castro, 5 Pinto, 6 Chasi, 7 Montero, 8 Chango, 9 de Jesús, 10 Martínez, 11 Rojas, 12 Bonilla, 13 J.L. Anangonó, 14 Gómez, 15 J.C. Anangonó, 16 Caicedo, 17 Zamora, 18 Rodríguez, 19 Guerrero, 20 Guevara, CT: Rosero
Campionato sudamericano Under-20 20111 Jaramillo, 2 Pineida, 3 Narváez, 4 Arroyo, 5 Quiñónez, 6 Fuertes, 7 Gaibor, 8 Penilla, 9 de Jesús, 10 Cazares, 11 Caicedo, 12 Chávez, 13 Montaño, 14 Ibarra, 15 Pinilla, 16 Oña, 17 Minda, 18 De la Cruz, 19 Noboa, 20 Chalá, ? Padilla, ? Morante, CT: Vizuete
Campionato sudamericano Under-20 20131 Auro, 2 León, 3 Mejía, 4 López, 5 Corozo, 6 Ramírez, 7 Gruezo, 8 Cevallos, 9 Parrales, 10 Uchuari, 11 Murillo, 12 Cuero, 13 Ayala, 14 Velasco, 15 Arboleda, 16 Ordóñez, 17 Sornoza, 18 Oña, 19 Gutiérrez, 20 Ledesma, 21 Esterilla, 22 Piedra, CT: Rosero
Campionato sudamericano Under-20 20151 Recalde, 2 Corozo, 3 Santos, 4 Suárez, 5 Intriago, 6 Chalá, 7 Vélez, 8 Cevallos, 9 Parrales, 10 Cortez, 11 Mercado, 12 Cevallos, 13 Ortiz, 14 Realpe, 15 León, 16 Tello, 17 Méndez, 18 Quiroz, 19 Johnson, 20 Burbano, 21 Betancourt, 22 Valle, 23 Cangá, CT: Vizuete
Campionato sudamericano Under-20 20171 Cevallos, 2 Montezuma, 3 Quintero, 4 Minda, 5 Nazareno, 6 Estupiñán, 7 Corozo, 8 Ayoví, 9 Lino, 10 Cabezas, 12 Terreros, 14 Jaramillo, 15 Sierra, 16 Muñoz, 17 Rojas, 18 Vargas, 19 Caicedo, 20 Méndez, 21 Segovia, 22 Carabalí, 23 Torres, CT: Rodríguez
Campionato sudamericano Under-20 20191 Ramírez, 2 Porozo, 3 Palacios, 4 J. Espinoza, 5 Alcívar, 6 Vallecilla, 7 Chávez, 8 Cifuentes, 9 Campana, 10 Rezabala, 11 Alvarado, 12 Bellolio, 13 Pardo, 14 Mina, 15 Medranda, 16 Quintero, 17 E. Espinoza, 18 Quiñónez, 19 Segura, 20 Plata, 21 Micolta, 22 Camacho, 23 Bolaños, CT: Célico
Campionato sudamericano Under-20 20231 Minda, 2 Bautista, 3 Córdova, 4 Mina, 5 Castillo, 6 Erique, 7 Pata, 8 Mercado, 9 Cuero, 10 Delgado, 11 Minda, 12 Napa, 13 de la Cruz, 14 Herrera, 15 Sánchez, 16 Klinger, 17 Medina, 18 Ó. Zambrano, 19 C. Zambrano, 20 Sosa, 21 González, 22 Jiménez, 23 Carabalí, CT: Bran
Campionato sudamericano Under-20 20251 Loor, 3 Ordóñez, 4 Bautista, 5 Borja, 6 Ruiz, 7 Arroyo, 8 Arévalo, 9 Befmúdez, 10 Páez, 11 Obando, 12 Reyes, 13 F. Caicedo, 14 M. Caicedo, 15 Juan Sebastián Rodríguez, 16 Lerma, 17 B. Caicedo, 18 García, 19 E. Caicedo, 20 Muñoz, 21 Preciado, 22 Peralta, 23 Moreno, CT: Bravo